# Брендола
Брендола (итал. Brendola) — коммуна в Италии, располагается в провинции Виченца области Венеция.
Население составляет 6456 человек (на 2004 г.), плотность населения составляет 248 чел./км². Занимает площадь 25 км². Почтовый индекс — 36040. Телефонный код — 0444.
Покровителями коммуны почитаются san Rocco, святая Бертилла, празднование 3 марта.